# Palais Bokay
Le Palais Bokay (en hongrois : Bokay-palota) est un édifice situé dans le 8e arrondissement de Budapest.